# Rein Van Helden
Rein Van Helden (Genk, 24 juni 2002) is een Belgisch voetballer die onder contract ligt bij STVV.

## Carrière
Van Helden werd in 2011 door KRC Genk weggeplukt bij Genker VV. Vijf jaar later maakte hij de overstap naar de jeugdopleiding van STVV. Daar ondertekende hij in mei 2021 zijn eerste profcontract. In februari 2021 scheurde Van Helden de voorste kruisbanden van zijn rechterknie, waardoor hij maandenlang aan de kant stond.
In augustus 2022 leende STVV hem voor een seizoen uit aan MVV Maastricht. Op 19 augustus 2022 maakte hij er zijn officiële debuut in het eerste elftal: op de derde competitiespeeldag liet trainer Maurice Verberne hem in de 3-1-zege tegen ADO Den Haag in de blessuretijd invallen voor Mart Remans. Van Helden groeide bij MVV, dat dat seizoen ook Jarne Steuckers huurde van STVV, uiteindelijk uit tot een vaste waarde in de defensie. Na zijn terugkeer naar Sint-Truiden in de zomer van 2023 groeide hij ook bij zijn moederclub uit tot een vaste waarde.
Van Helden maakte op 4 juni 2024 zijn debuut bij het Belgische nationale elftal onder 21.

## Clubstatistieken
| Seizoen         | Club             | Land               | Competitie      | Competitie | Competitie | Beker | Beker | Supercup | Supercup | Europees | Europees | Totaal | Totaal |
| Seizoen         | Club             | Land               | Competitie      | Wed.       | Dlp.       | Wed.  | Dlp.  | Wed.     | Dlp.     | Wed.     | Dlp.     | Wed.   | Dlp.   |
| --------------- | ---------------- | ------------------ | --------------- | ---------- | ---------- | ----- | ----- | -------- | -------- | -------- | -------- | ------ | ------ |
| 2022/23         | → MVV Maastricht | Vlag van Nederland | Eerste divisie  | 35         | 3          | 1     | 0     | —        | —        | —        | —        | 36     | 3      |
| 2023/24         | STVV             | Vlag van België    | Eerste klasse A | 36         | 0          | 1     | 0     | —        | —        | —        | —        | 37     | 0      |
| Carrière totaal | Carrière totaal  | Carrière totaal    | Carrière totaal | 71         | 3          | 2     | 0     | 0        | 0        | 0        | 0        | 73     | 3      |

Bijgewerkt op 2 juli 2024.

## Privé
- Van Helden is de zoon van Koen Van Helden, die jarenlang voor Patro Eisden Maasmechelen speelde maar abrupt een einde moest maken aan zijn spelerscarrière na een schedelbreuk.[6][7] Hij coachte later onder andere Bilzerse Waltwilder VV, Eendracht Mechelen-aan-de-Maas en KFC Park Houthalen.[7][8]